# Akademska nečestitost
Akademska nečestitost, akademsko nepoštenje i akademska prevara su termini koji predstavljaju bilo kakvu akciju učenika koja se krši sa pravilima škole, univerziteta ili neke druge institucije čiji je primaran fokus edukacija. Definicija akademske nečestitosti je različita u različitim institucijama, i često predstavlja povredu unapred definisanih pravila ponašanja, navedenih u zvaničnim dokumentima te institucije.

## Istorija
Akademska nečestitost zabeležena je još od pojave prvih testova. Naučnici tvrde da je varanje bilo široko rasprostranjeno na kineskim ispitima za rad u državnoj službi, još pre par hiljada godina, čak i kada je varanje povlačilo smrtnu kaznu i za kandidata i za ispitivača. Često je bilo rasprostranjeno i davanje mita ispitivačima, što je zabeleženo u Knjizi prevara, zbirci kratkih priča objavljenoj za vreme dinastije Ming.
Prvi standardi za citiranje naučnih radova nastali su krajem 19. veka, kada su u naučnim krugovima počela da se pojavljuju određena očekivanja koja su morala biti ispoštovana pri navođenju referenci na druge radove. Negde u to vreme, naučnici su počeli da istražuju temu akademske nečestitosti, shvativši da je varanje postalo rasprostranjena pojava na koledžima u Sjedinjenim državama. Procenjeno je da je, na početku 20. veka, oko dve trećine studenata varalo u jednom trenutku tokom svojih univerzitetskih studija. Univerzitetska bratstva su često održavala arhive seminarskih radova i eseja, u kojima su studenti mogli da pronađu odgovarajući seminarski rad, napisan za potrebe predmeta pre nekoliko godina i ponovo ga predaju, uz minimalne izmene koje su se u nekim slučajevima sastojale samo od promene imena autora.

## Današnjica
Akademska nečestitost nema zvanično prihvaćenu definiciju. Različite obrazovne institucije u različitim delovima sveta razmatraju i reaguju na akademsku nečasnost na različite načine. Postoje međunarodne organizacije koje podržavaju studente, nastavnike i osoblje visokoškolskih ustanova u diskusijama i razumevanju vrednosti akademskog integriteta, kao što je Međunarodni centar za akademski integritet (ICAI). Više institucija, poput Univerziteta u Voterluu, Kvins Univerziteta, Univerziteta Kolorado i Jork Univerziteta, bazira svoju kulturu akademskog integriteta na 6 osnovnih vrednosti ICAI-ja (iskrenost, poverenje, poštovanje, pravičnost, odgovornost i hrabrost).

### Sjedinjene Američke države
U Sjedinjenim Američkim Državama, jedno istraživanje je pokazalo da je 20% učenika počelo da vara i prepisuje već u prvom razredu osnovne škole. Druga istraživanja otkrivaju da je među trenutnim učenicima u SAD-u, 56% učenika srednjih škola i 70% studenata varalo u jednom trenutku tokom svog obrazovanja. Međutim, studenti nisu jedini koji varaju u akademskom okruženju. Studija među nastavnicima u školama Severne Karoline pokazala je da je 35% ispitanika potvrdilo da su videli svoje kolege kako varaju, najčešće u smislu prepravljanja ocena svojih učenika. Najčešči razlog za to je činjenica da standardizovani testovi nose velike posledice za nastavnike ukoliko njihovi učenici pokažu slab rezultat na njima.
Prva naučna istraživanja o akademskom nepoštenju u visokom obrazovanju sprovedena 1960-ih pokazala su da je u SAD-u, negde između 50% i 70% studenata fakulteta varalo barem jednom. Dok ove stope varanja u SAD-u ostaju stabilne i danas, postoje značajne razlike između različitih škola, zavisno o veličini, selektivnosti i disciplinskim merama škole. Generalno, što je škola manja i selektivnija samim tim su manje šanse za nepošteno dobijanje ocena. Na primer, broj studenata koji su uhvaćeni u akademskoj prevari na malim elitnim koledžima slobodnih veština često je samo 15-20%, dok  taj procenat na velikim državnim univerzitetima može biti čak 75%. Osim toga, istraživači su otkrili da se studenti koji pohađaju školu sa kodeksom ponašanja nalaze u manje verovatnoj poziciji za varanje od studenata na školama sa drugim načinima sprovođenja akademskog integriteta. Što se tiče postdiplomskog obrazovanja, nedavno istraživanje je otkrilo da je 56% MBA studenata priznalo varanje, zajedno sa 54% studenata postdiplomskih studija inženjerstva, 48% obrazovanja i 45% prava.
Postoji takođe i značajna razlika između percepcija studenata i stvarnosti njihovog etičkog ponašanja. U istraživanju iz 2008. godine, u kojem je učestvovalo 30.000 srednjoškolaca, sprovedenom od strane Instituta Džozefson za etiku mladih, 62% ispitanih učenika reklo je da su "prepisali tuđi domaći zadatak dva ili više puta tokom prošle godine. Ipak, na istom istraživanju, 92% ispitanika je reklo da su "zadovoljni svojom ličnom etikom i karakterom".
Kako sve više studenata pohađa kurseve i polaže ispite na daljinu, postoji široko uvrežena percepcija da je lakše varati na takvom kursu nego na kursu koji se održava uživo. Štaviše, postoje usluge na internetu koje nude izradu svih vrsta domaćih zadataka za srednje škole i fakultete, kao i polaganje  testova na daljinu za studente univerziteta. I dok osoblje školskih institucija često zna za takve veb-stranice, uglavnom nisu uspeli da suzbiju varanje u domaćim zadacima i u  testovima na daljinu, oslanjajući se umesto toga na preporuku matematičkog udruženja Ohaja da se barem 80% ocene kurseva na daljinu izvede iz nadgledanih testova. Pored toga, koledži i univerziteti sve više koriste usluge firmi koje nude nadgledanje testova na daljinu, kako bi nadgledali desetine hiljada testova godišnje.
Iako istraživanja o akademskom nepoštenju u drugim zemljama nisu toliko obimna, anegdotalni dokazi sugerišu da bi varanje moglo biti još češće u zemljama poput Japana.

### Australija
U Australiji, Agencija za kvalitet i standarde tercijarnog obrazovanja bavi se akademskim nepoštenjem.

### Ujedinjeno Kraljevstvo
U Ujedinjenom Kraljevstvu, Agencija za osiguranje kvaliteta odgovorna je za osiguranje kvaliteta u visokom obrazovanju. Proizvela je nekoliko materijala koji se bave ovom tematikom, koji su prvenstveno namenjeni političarima, radnicima u sektoru obrazovanja i široj javnosti.

### Kanada
U Kanadi, pojedinačne visokoškolske ustanove sprečavaju akademsku nepoštenost uz pomoć pravila i smernica objavljenih od strane samog univerziteta, mada istraživanje o ovoj temi zaostaje za onim u drugim zemljama. Istraživanja su pokazala da je procenat akademskog nepoštenja u Kanadi sličan onom u Sjedinjenim Američkim Državama.

### Nemačka
U Nemačkoj, veliko istraživanje je otkrilo da je 75% studenata univerziteta priznalo da su sproveli barem jedan od sedam tipova akademskog nepoštenja (kao što su plagiranje ili falsifikovanje podataka) u prethodnih šest meseci.

## Tipovi

### Varanje
Varanje se može odvijati u različitim oblicima. Jedan od najčešćih načina su puškice, kao i različiti vidovi komunikacije između studenata tokom testa ili vežbe. Mnoge sofisticirane metode za varanje su se razvile tokom godina. Postoje zapisi studenata kako kriju puškice u toaletu, rančevima, u rukavima, duž svojih butina ili u dekolteu. Uprkos tome što je komunikacija sa bilo kim osim sa dežurnim profesorom zabranjena, studenti pronalaze način da signaliziraju svoje odgovore drugima. Na primer, ritmičko nakašljavanje ili tapkanje olovkom po stolu moglo bi biti neka šifra. Neki jednostavniji načini bi bili pokazivanje broja rukama ili nekim drugim pokretom tela. U modernom dobu, sa rapidnim razvojem tehnologije prepisivanje je postalo sve lakše. Podaci se mogu čuvati u grafičkim kalkulatorima,pejdžerima i drugim elektronskim uređajima. Takođe pametni telefoni značajno olakšavaju komunikaciju. Ukoliko se test održava internacionalno, specifično u drugim vremenskim zonama, onaj koji polaže test kasnije može saznati pitanja unapred.

### Lažno predstavljanje
Lažno predstavljanje je forma varanja u kojoj jedna osoba radi test umesto druge osobe. Bitno je napomenuti da su obe strane podjednako odgvorne, osoba koja zamenjuje drugu osobu kao i osoba koja je zamenjena. Takođe, ovo se može odnositi i na prisustvovanje času i dolazak na intervju u svojstvu neke druge osobe. U ovom tipu akademske nečestitosti, akademski rad je skroz prebačen na drugu osobu ili organizaciju, obično za novčanu nadoknadu.

### Unajmljivanje trećeg lica
Unajmljivanje trećeg lica, ili varanje po ugovoru, je tip akademske nečestitosti sličan  lažnom predstavljanju po tome što postoji treće lice unajmljeno od strane učenika da odradi posao umesto njega. Drugi oblici su kupovina odgovora za test ili korišćenje usluga kompanija specijalizovanih za izradu seminarskih radova. Veruje se da je broj ovakve vrste varanja krenuo da raste od 2014, ali trenutno ne postoji dokaz za to. Ovo je relativno nova vrsta varanja  čija je popularnost porasla četrdesetih godina prošlog veka kada je primećen nagli porast oglasa koji su nudili usluge izrade seminarskih radova za novac. Ovaj trend je nastavio da raste tokom šezdestih i sedamdesetih godina prošlog veka. Prema jednoj studiji iz 2019. godine, procenjuje se da je ova industrija proizvodi prihod od oko 100 miliona dolara godišnje.

### Plagijarizam
Plagijarizam predstavlja ,,korišćenje ili blisku imitaciju jezika i misli drugog autora i predstavljanje njih kao sopstvenog originalnog rada.  U akademskom kontekstu, to može varirati od pozajmljivanja bez navođenja  samo jedne posebno adekvatne fraze, do parafraziranja tuđe originalne ideje bez citiranja, pa sve do ekstremnog stadijuma gde je treće lice odradilo ceo posao za novac, a njen rad je prisvojen kao originalan.
U Evropi se razvio moderni koncept plagijarizma kao nemoralnog čina i originalnosti kao ideala u 18. veku, dok su u prethodnim vekovima autori i umetnici bili podsticani da „kopiraju majstore što ubedljivije moguće" i „izbegavaju nepotrebno izmišljanje". Ove nove moralne vrednosti 18. veka su institucionalizovane i sprovedene u akademskim krugovima (uključujući akademsku nauku, obrazovanje, inženjering itd.) i novinarstvu, gde se sada plagijarizam smatra akademskom nepoštenošću i kršenjem novinarske etike. Saglasno sa tim novim idealima, plagijarizam je počeo da rezultuje ozbiljnim sankcijama i posledicama po karijeru. Međutim, to nije slučaj i u umetnosti, čija je dugogodišnja tradicija kopiranje kao fundamentalna praksa kreativnog procesa. Tokom 21. veka, umetnici i dalje tolerišu plagijarizam.
Plagijarizam nije krivično delo, ali je moralno neprihvatljiv.
Od 2000. godine, u javnosti je aktivna diskusija na temu studentskog plagijarizma , pri čemu je glavno pitanje ove diskusije bilo, kako najbolje pomoći studentima da razumeju i izbegnu plagijarizam. S obzirom na ozbiljne posledice koje plagijarizam donosi studentima, postoji veća potreba za informisanošću o plagijarizmu kako bi se pomoglo studentima da izbegnu plagijarizam. Takođe, u plagijarizam spada i samoplagijat. Samoplagijat nastaje kada, na primer,student preda zadatak, esej ili rad koji je prvobitno bio predat za drugi kurs bez dozvole svog profesora ili mentora.
Tomar i Čan su zaključili da su studenti koji imaju pristup veb sajtovima koji generišu sadržaj korišćenjem veštačke inteligencije  kao što je  skloniji plagijarizmu i tvrdnjama da su radovi sa tih veb sajtova njihovi. Zbog toga što ChatGPT generiše tekstove slične ljudskim, naučnici očekuju porast varanja na univerzitetima, gde će studenti na osnovu izvora koje im je dao profesor generisati seminarske radove bez pravilnog citiranja. U članku objavljenom na sajtu Intelligent.com, dr Roni Gladen tvrdi: U suštini, originalnost i rigoroznost su apsolutno važni. I kritička svest i nezavisno mišljenje moraju biti podstaknuti, i ja ću snažno braniti te principe.
Cebrijan-Roble je diskutovao o rizicima korišćenja alata veštačke inteligencije u akademskom kontekstu, kao što su potreba za praćenjem onlajn aktivnosti, kao i borba između akademske poštenosti i veštačke inteligencije. Preama istraživanju sprovedenom na Tehničkom univerzitetu Čalmers, 62 procenata studenata veruje da je korišćenje čet botova tokom ispita varanje.

### Podmićivanje i zastrašivanje
Ovaj tip akademske nečestitosti dešava se kada neka osoba da novac trećem licu ili pretnjama zastraši svog konkurenta, kako bi stekla prednost u nekom domenu akademskog delovanja.

### Nedolične naučne prakse
Nedolične naučne prakse uključuju fabrikaciju i lažno predstavljanje podataka, kao i selektivno prijavljivanje istraživačkih podataka. Ovi podaci se obično manipulišu kako bi podržavale hipotezu te osobe. Takođe, nije dobra praksa ne davati kredit autorima i istraživačima kada su korišćeni rezultati njihovih istraživanja.

### Zloupotreba poverljivosti
Zloupotreba poverljivosti dešava se kada su podaci nekog istraživanja ili naučni rad objavljeni iako to autor nije želeo.

### Pomaganje
Čin pomaganja ili podsticanja drugih da počine neku vrstu akademske prevare takođe se smatra akademskom prevarom.

### Saradnja
Ukoliko je na radu navedeno ime samo jedne osobe, a zapravo je on urađen od strane više osoba, to se takođe smatra akademskom prevarom.

### Sabotaža
U akademskom kontekstu, sabotaža se dešava kada osoba postupa sa ciljem da omete rad druge osoba, kako je ona ne bi završila. Na primer, uništavanje nekog umetničkog dela,eksperimenta ili dizajna. Nedoprinošenje u timskom radu takođe je oblik sabotaže. Značajni su i skrivanje ili uništavanje svima dostupnim materijala, kao što su knjige u biblioteci i preopterećenje i hakovanje nekog sistema.

### Obmana
Obmana obuhvata laganje ili falsifikovanje informacija kako bi se stekla prednost u određenom akademskom kontekstu, na primer, zabeleženo je da se studenti često pretvaraju da su bolesni kako bi izbegli neki ispit.

## Uzroci
Postoje različiti uzroci akademskog nepoštenja. Istraživači su izučavali korelaciju između varanja i ličnih karakteristika, demografije, kontekstualnih faktora, metoda sprečavanja nepoštenja, pa čak i stadijuma moralnog razvoja. Postoje neki dokazi u istraživanjima koji sugerišu da za osobe sa ličnosti „tipa A", koje često pokušavaju da postignu visoke stepene uspeha, postoji veća šansa da će biti prijavljene za akademsko nepoštenje (varanje).

### Podsticaj za varanje
Neki naučnici tvrde da postoje studenti koji imaju patološku potrebu za varanjem. Pisac Tomas Malon je primetio da su mnogi naučnici protumačili plagijarizam u književnosti (Samjuel Tejlor Kolridž i Čarls Rid  su dva značajna primera) kao delovanje slično kleptomaniji. S druge strane, Malon zaključuje da je verovatnije da većina ,,varalica" donosi racionalnu odluku pre nego što počine akademsku nepoštenost. Čest razlog neetičkog ponašanja je želja za „sticanjem takmičarske prednosti u trci za položajem ili moći".
Ričard Fas iznosi mogućnost da poslovni skandali u stvarnom svetu uveravaju studente da je nepoštenje prihvatljiv metod za postizanje uspeha u savremenoj društvenoj sredini. Akademsko nepoštenje bi u ovom slučaju bila vežba za stvarni svet. Za neke studente postojala bi dihotomija između postizanja uspeha i iskrenosti, i njihov zaključak bi bio: ,,Nije da manje volimo iskrenost, nego više volimo uspeh".  Nasuprot tome, drugi naučnici smatraju da bi, s obzirom na nedavni porast otpuštanja sa radnog mesta zbog poslovnih etičkih prestupa u poslovnom svetu, ovakav pristup varanju mogao izgubiti svoju privlačnost, ako ju je ikada zaista i imao. Ipak, istraživanja su pokazala da očekivane koristi od varanja, kao i moralne vrednosti studenata, igraju važnu ulogu za učestvovanje u nepoštenom ponašanju.
Postojala su istraživanja koja su se bavila uspehom i akademskom nepoštenju; jedno istraživanje je pokazalo da studenti koji su dobili neočekivanu priliku da varaju nisu značajno poboljšali svoje ocene u poređenju sa kontrolnom grupom. Drugo istraživanje je pokazalo da studenti koji su imali dozvolu da donesu puškice na ispit nisu poboljšali svoje ocene. Ovo može biti u sukobu sa uobičajenom percepcijom varanja (jedno istraživanje je otkrilo da samo 13% muškaraca i 46% žena misli da varanje ne pomaže ocenama).
U SAD-u, Vilijam Bovers je izvestio da je 1964.godine, u proseku, jedna trećina studenata sa najvišom mogućom prosečnom ocenom varala.: 74 On tvrdi da akademsko nepoštenje deluje kao prečica, tako da čak i studenti sa najvišim ocenama mogu biti skloni varanju. On tvrdi da čak i ako rad koji je nastao plagijarizmom dobije relativno nisku ocenu, ta ocena je zaista visoka, s obzirom na to koliko je vremena i truda uloženo u rad. U istraživanju pomenutom iznad (u kome su studentima bili dozvoljene puškice na ispitima, ali nisu poboljšali svoje rezultate), istraživač je zaključio da su studenti koristili te puškice kao alternativu za učenje, umesto kao dopunu učenju, pa da su tako manje vremena provodili u pripremi za ispit.

#### Nastavnici
Savezna vlada Sjedinjenih Američkih Država je propisala standardizovano testiranje kao deo zakona ,,Nijedno dete nije ostavljeno po strani" , potpisanog 2002. godine. Škole i nastavnici su odgovorni za rezultate. Prema Stivenu Levitu i Stivenu Dubneru, koautorima knjige ,,Frikonomika", nastavnici su poznati po tome da ,,uče učenike za test". Iako ih ne podučavaju stvarnim odgovorima, podučavaju ih pitanjima koja su njima slična, i zanemaruju svaku temu koja neće biti na testu. Levit takođe tvrdi da nastavnici mogu povećati rezultate testova koji se održavaju u njihovom razredu, na primer nepoštenim ocenjivanjem. Nastavnici i bibliotekari mogu imati značajan proaktivan uticaj na pošten rad.

### Demografski i lični uzroci
Istraživanja su pokazala da postoji značajan broj demografskih karakteristika koje imaju uticaj na varanje,uključujući godine, pol i prosek ocena. Po istraživanju sprovedenom na više univerziteta u SAD, stariji studenti, žene i studenti koji imaju više ocene ređe varaju, dok studenti koji pohađaju više vannastavnih aktivnosti to rade češće. Studenti koji pohađaju vannastavne aktivnosti mogu biti manje posvećeni studijama, ili mogu imati manjak vremena, što ih može potstaći na varanje. Pokazano je da su mlađi studenti skloniji varanju, jedna studija je pokazala da se najviše varanja dešava u drugoj godini fakulteta. Iako je očekivano da količina varanja opadne kod ljudi sa većom moralnom svešću, jedan eksperiment je pokazao da nema korelacije između toga kako je student uradio test moralnosti i verovatnoće da taj student vara na ispitu. Takođe je pokazano da odlaganje akademskih obaveza povećava frekvenciju raznih oblika akademske nečestitosti.
Rasa, nacionalnost i klasa, imaju malo veze sa akademskim nepoštenjem. Takođe ne postoji korelacija između religioznosti osobe i njene sklonosti ka varanju. Poređenje između studenata različitih religija proizvelo je slične rezultate, iako je studija pokazala da Jevreji ipak manje varaju od članova drugih religija. U Sjedinjenim Američkim državama, demografska karakteristika koja je najviše povezana sa varanjem je jezik. Studenti koji pričaju engleski kao drugi jezik imaju veću sklonost ka varanju, a uz to takođe češće bivaju uhvaćeni nego osobe koji pričaju enleski kao maternji jezik. To se dešava jer oni često ne žele da preformuišu izvorni tekst svojim rečima, plašeči se da će značenje biti izgubljeno. Na Univerzitetu u Kaliforniji,  10% studenata su poreklom van Sjedinjenih Američkih Država, međutim oni su uključeni u 47% slučajeva varanja. Na britanskim univerzitetima, studenti rođeni izvan Evropske unije, sačinjavaju 12% studenata i uključeni su u 35% slučajeva varanja.
Sindrom uljeza i nedolično ponašanje su povezani. Studenti koji ne veruju da zaslužuju da budu tamo gde su u smislu akademskog postignuća, aktivno se sabotiraju da bi dokazali da ne zaslužuju da budu tu, dok studenti koji ne pate od ovog sindroma imaju manju sklonost ka varanju.

### Kontekstualni povodi
Kontekstualni faktori na koje profesori individualno mogu da utiču uglavnom se slabo odražavaju na ponašanje varalica. Istraživanje je pokazalo da povećavanje udeljenosti između studenata tokom izrade testa minimalno utiče na akademsko nepoštenje, i da pretnje studentima da će biti udaljeni sa ispita ukoliko budu uhvaćeni u varanju zapravo promovišu isto. Povećanje broja dežurnih i druge metode za otkrivanje varanja su uglavnom neefikasne. Prema istraživanju američkih studenata, dok je u proteklih 6 meseci njih 50% varalo bar jednom, 7% više od pet puta, samo 2.5% studenata je uhvaćeno. Dok nastavnici smišljaju složenije metode sprečavanja varanja, studenti paralelno pronalaze još složenije metode varanja (ponekad ih ča tretiraju kao igru), što dovodi do onoga što neki nastavnici nazivaju skupom i nepobedivom trkom u naoružanju. Strože kazne za prekršaje takođe ne utiču mnogo na varanje. Utvrđeno je da studenti sa različitim percepcijama o težini kazne jednako skloni varanju, što verovatno ukazuje na to da su mislili da su pooštrene kazne nevažne, jer njihovo varanje nikad neće biti otkriveno. Međutim, ako profesor jasno naglasi da ne odobrava varanje, u planu predavanja, na prvom času ili pred početak testa, broj prekršaja može pasti za 12%. S obzirom na to da se njihov uspeh meri po broju radova koje objave, a ne po kvalitetu predavanja, nekim profesorima to predstavlja podsticaj da u nekoj meri umanje broj prekršaja, taman toliko da isti ne bude lako primećen od strane spoljašnjih posmatrača.
S druge strane, profesori mogu slučajno da podstaknu varanje. Jedno istraživanje je otkrilo korelaciju između toga koliko se profesor doživljava grubim i nepravednim i akademskog nepoštenja, jer strudenti varanje posmatraju kao način da se osvete profesoru. Takođe, varanju su skloniji studenti koji druge kolege posmatraju kao konkurenciju, na primer kada profesor koristi krivu ocena.  Istraživanje je takođe pokazalo korelaciju između motivacije studenata i akademskog nepoštenja. Studenti koji smatraju da je cilj da se što bolje ovlada gradivom su slabije skloni varanju od onih koji misle da je cilj imati što bolje rezultate.
Najvažniji kontekstualni povodi za varanje često nisu pod ikakvom kontrolom profesora. Veoma važan faktor je način provođenja slobodnog vremena. Jedno anketa je pokazala da dve trećine profesora smatra da je loše upravljanje vremenom glavni povod za varanje. Za to su obično kriva društvena okupljanja. Utvrđeno je da su vannastavne aktivnosti i varanje usko povezani, posebno među sportistima, čak i onima koji se takmiče samo unutar svojeg fakulteta. Takođe je utvrđeno da broj varanja značajno raste što više vremena studenti provode igrajući karte, gledajući televiziju, ili izlazeći na piće sa prijateljima. Samim tim, članstvo u univerzitetskom bratsvu ili sestrinstvu takođe je usko povezano sa akademskim nepoštenjem.
Jedan od najvažnijih uzroka akademskog nepoštenja je sta vršnjaka prema varanju, odnosno faktor pritiska grupe. Psiholozi tvrde da svi ljudi teže ka tome da prate društvene norme njihove vršnjačke grupe, koje, naravno, uključuju norme o akademskom nepoštenju. Prema tome, studenti koji smatraju da njihovi vršnjaci ne odobravaju varanje su manje skloni istom. Zaista, više istraživanja je pokazalo da je stav vršnjaka prema varanju najvažniji faktor u odluci studenta da li će varati. Na primer, u proseku 69% studenata vara na fakultetima čija zajednica više toleriše nepoštenje, dok samo 23% studenata vara na fakultetima čija zajednica je strogo protiv nepoštenja. Uticaj vršnjačkog pritiska može biti i suprotan - istraživanje je pokazalo da je verovatnoća da će student varati 41% veća ako je video da je neko drugi to ranije radio. Međutim, iako je većina studenata protiv varanja, mora postojati zajednica kako bi se te norme sprovodile pritiskom vršnjaka. Na primer, veće škole, koje po običaju imaju mnogo veće stope varanja od malih škola, uglavnom imaju izdeljenu zajednicu na više različitih grupa vršnjaka koje slabo utiču jedna na drugu. Broj studenata koji žive u kampusu, kao jedna od mera zajednice koledža, pokazuje značajnu povezanost sa stopom varanja na koledžu. S tim u vezi, mnogi profesori tvrde da je stopa varanja manja u manjim nastavnim grupama.

### Etički uzroci
Nevezano za razlog koji navede nekog učenika na varanje, pre samog varanja on mora da pređe preko svoje savesti. Ovo zavisi od toga koliko jako neko osuđuje varanje i koje opravdanje učenik koristi kako bi pobegao od osećaja krivice. Međutim, dok je većina učenika naučena kako je varanje pogrešno , pokazano je da u proseku trećina učenika koja se snažno protivi akademskom nepoštenju, zapravo varala. Ljudi koji varaju uprkos ličnom neodobravanju učestvuju u nečemu zvanom "neutralizacija", u kom učenik racionališe da je varanje prihvatljivo zbog određenih okolnosti. Prema psiholozima koji se bave devijantnim ponašanjem, ljudi koji učestvuju u neutralizaciji podržavaju normu u pitanju (onu društvenu normu koju su prekršili), ali stvore razlog koji opravdava kršenje te norme u njihovom slučaju. Neutralizacija se dešava pre, tokom i posle samog akta. Istraživači su pronašli 4 glavna tipa neutralizacije akademske nečestitosti, koje kategorizuju po opravdanju. Poricanje odgovornosti- učenici optužuju druge da su krivi ili da ih je nešto nateralo da varaju, ovo je najčešća forma opravdanja koju koristi čak 61% varalica. Osuda osuđivača-ovde učenici skreću krivicu sa sebe i fokusiraju se na osuđivača, često govoreći sebi kako su profesori svojim postupcima doveli do toga da oni varaju. Ovo je drugi najčešći oblik koji je zabeležen kod 28% varalica. Treći tip neutralizacija je kada učenik opravdava varanje kao čin lojalnosti prema nekome, najčešće svojim drugovima, i smatra kako je ta lojalnost bitnija od toga što vrši nemoralan postupak. Ovaj oblik koristi 6.8% varalica. Četvrti tip neutralizacije je racionalisanje varanja činjenicom da ono nije nikoga povredilo. Ovaj tip neutralizacije koristi 4.2% varalica.

### Stanovišta kulture
Mnoga istraživanja pokazala su da akademsko poštenje nema isto značenje u svim delovima sveta. Neke kulture prihvataju pamćenje i ponavljanje informacija, bez navođenja izvora, dok bi ostale to smatrale plagijarizmom. Dodatno, neke kulture veruju da znanje pripada svima i da je potrebno da se to znanje deli. Istraživanja su pokazala da je, u određenim azijskim kulturama, važnije da se informacije naširoko dele nego da se pravilno navede ko je vlasnik tog znanja.

### COVID-19 i akademska nečasnost
Tokom epidemije virusa Covid-19 povećan je broj slučajeva akademskih prevara. Kao rezultat naglog prelaska na nastavu na daljinu, profesori, koji su se navikli na ustaljen način ocenjivana, nisu imali vremena da osmisle dobar način za ocenjivanje na daljinu, koje bi promene morali da naprave i da otkriju kakvi sve problemi prate nastavu na daljinu. Deljenje akademskih fajlova, nepoštovanje ugovora i nedozvoljeno primanje pomoći od kolega i iz ostalih izvora povećani su zbog prelaska na nastavu na daljinu.

## Posledice
Studenti koji bar jednom pribegnu neutralizaciji kako bi opravdali prevaru će to najverovatnije ponoviti u budućnosti, što će ih potencijalno usmeriti da nastave da se kreću kroz život koristeći se prevarama. Jedno istraživanje je pokazalo da će studenti koji su nepošteni na času verovatnije pribeći prevari i krađi na poslu.
Akademsko nepoštenje takođe prouzrokuje probleme i za profesore. Koristeći rečnik ekonomista, varanje umanjuje proizvodnju znanja, dok je, naprotiv, posao profesora da je uvećava. Štaviše, varanje često može izazvati nezadovoljstvo kod profesora, jer mnogi smatraju da je to lična uvreda prema njima ili povreda njihovog poverenja. Suočavanje sa akademskim nepoštenjem je često jedan on najgorih delova obrazovanja. Jedno istraživanje tvrdi da se 77% akademika slaže sa izjavom "suočavanje sa studentima koji varaju je jedna od neprijatnijih strana te profesije".
Konačno, akademsko nepoštenje podriva akademski svet. Ono se kosi sa osnovnim ciljem obrazovanja - prenošenjem znanja, tako što dozvoljava studentima da prođu kroz školovanje bez da ovladaju znanjem. Takođe, akademska nečestitost stvara atmosferu koja nije pogodna za prenošenje znanja, što, naravno, utiče na ostale, poštene studente. Kada pošteni studenti vide da studenti koji varaju prolaze neuhvaćeni, to može negativno uticati na njihov moral pošto vide da se njihov rad obezvređuje. Još jedan način na koji varanje podriva akademiju je kada studenti kradu tuđe ideje. Ideje su "kapital i identitet" profesionalnog autora, i ako se nečije ideje ukradu, to negativno utiče na pronalaženje znanja.
Ako nikada nisu formalno povučeni, lažni radovi mogu da predstavljaju problem tokom mnogo godina jer ti članci i knjige ostaju na policama, dok ih drugi autori citiraju. Slučaj S. Valtera Pulšoka, mladog istoričara za čiji je rad utvrđeno da sadrži potpuno lažiran materijal, razotkriven je 1966. godine te je časopis Američki istorijski pregled izdao upozorenje o tom slučaju. Ipak, njegova knjiga nikada nije uklonjena iz biblioteka mnogih univerziteta pa je zbog toga još uvek bila citirana u 2013. godini, čak 47 godina nakon što je trebala da bude povučena od strane izdavača.

## Sprečavanje
Tokom većeg dela istorije, profesori na univerzitetima vodili su se doktrinom in loco parentis, koja im je dozvoljavala da se prema studentima ponašaju kao njihovi roditelji, uz korišćenje svih prava koja bi obično pripala roditeljima.

### Kodeksi časti
Kodeks časti se prvi put pojavio na Koledžu Vilijama i Meri 1779. godine, a zatim su sličan kodeks usvojile škole poput Univerziteta u Virdžiniji 1850-ih i Vezlijan univerziteta 1893. godine. Na tim univerzitetima,studenti su se, uz saglasnost osoblja fakulteta, izjasnili da su posvećeni idealima demokratije i integriteta ljudskog karaktera i time stvorili prve kodekse časti.
Kodeks časti je izjava koja se bavi pitanjima poput varanja, krađe i prikrivanja, koju izdaje škola ili druga institucija, u kojoj učesnici obećavaju da će je se pridržavati. Kodeksi časti su samoregulišući jer pod njima studenti moraju da prijave druge studente koji krše kodeks. Neka od pitanja kojima se bave kodeksi časti su: varanje, plagijarizam, korišćenje lažnih informacija, višestruka predaja istog rada i lažno predstavljanje .
Većina povreda kodeksa časti na koledžima je vezana za varanje i plagijarizam, stoga neki kodeksi časti takođe uključuju smernice ili akcente kako bi se smanjili nesporazumi i problemi. Mnogi od ovih kodeksa ističu da studenti treba da razlikuju šta je zaista njihov rad od tuđih ideja. Takođe, preporučuju da studenti treba tačno da znaju šta njihovi profesori očekuju i žele u vezi sa određenim zadatkom.
U tradicionalnim "školama sa kodeksom časti", postoje časne zakletve, studentski organizovani sistem časti, ne-nadgledani ispiti i zahtev da se prijave sumnjivi slučajevi varanja. Neki fakulteti nemaju tradicionalni kodeks časti, ali obično imaju skup pravila ili neki tekst koji definiše osnovna prava i odgovornosti svih studenata. Ova prava uključuju poštovanje svih studenata, profesora i osoblja, kao i poštovanje tuđe imovine. Bez obzira na vrstu kodeksa časti koji primenjuju, svi koledži i univerziteti teže da osiguraju etično i fer okruženje za sve studente.

### Mešoviti sudski odbori
Mnogi su sumnjali u ispravnost oslanjanja na apstraktnu ideju časti kako bi se sprečila akademska nečestitost. Ova sumnja možda je dovela do toga da manje od četvrtine američkih univerziteta usvoji kodekse časti. Osim toga, mnogi profesori nisu mogli da zamisle proces suđenja kojim upravljaju samo studenti, a koji bi pošteno tretirali optužbe fakulteta. Kao odgovor na ove zabrinutosti, sredinom dvadesetog veka, mnoge škole su osmislile mešovite sudske odbore sastavljene od studenata i fakulteta. Ovaj tip sistema akademskog integriteta bio je sličan tradicionalnom sistemu kontrole fakulteta jer se oslanjao na profesore da otkriju varanje, osim što su u ovom sistemu optuženi studenti dovođeni pred izabrane odbore studenata i fakulteta radi kažnjavanja. Do 1960-ih, više od četvrtine američkih univerziteta usvojilo je ovaj sistem mešovitih sudskih odbora.

### Studentska prava
Počevši od 1960-ih, Vrhovni sud Sjedinjenih Američkih Država počeo je da osporava doktrinu , dajući studentima veću građansku slobodu (Dikson protiv Alabame).

### Modifikovani kodeksi časti
Nedavno su Donald L. Mekejb i Linda Klebe Trevino, dva stručnjaka u oblasti akademske nečestitosti, predložili novi način sprečavanja varanja koji je primenjen u školama poput Univerziteta Merilend. Modifikovani kodeksi časti uključuju to da sami studenti vode proces suđenja, jasno ukazujući da je odgovornost studenata da spreče varanje među sobom, ali istovremeno postoji i nadzor tokom ispita, koji nije zamenjiv zakletvom o dobrom ponašanju. Istraživači koji zagovaraju ovaj tip kodeksa misle da je uobičajeni kodeks časti nešto posebno što nije primenjivo na mnogo škola. Prema pristalicama ovog sistema, škole sa velikim brojem studenata, slabom zajednicom ili bez istorije studentske samouprave neće moći podržati puni kodeks časti. Međutim, iako modifikovani kodeksi časti izgledaju efikasnije od kodeksa ponašanja koji vode fakulteti ili administracija, istraživanja pokazuju da škole sa modifikovanim kodeksima i dalje imaju veće stope varanja od škola sa punim kodeksima časti.

### Upoređivanje različitih sistema
Istraživanja su pokazala da postoji jaka veza između oblika sistema akademskog integriteta i nivoa varanja u školi. Neka istraživanja su otkrila da su studenti koji pohađaju škole sa kodeksima časti manje skloni varanju od studenata koji pohađaju škole sa tradicionalnim pravilnicima o akademskoj nečestitosti. Drugo istraživanje je pokazalo da samo 28% škola sa kodeksima časti ima visoke nivoe varanja, dok 81% škola sa mešovitim sudskim odborima ima visoke stope varanja. Dok se kodeksi ponašanja koji vode fakulteti obično oslanjaju na kontrolu i kažnjavanje kako bi odvratili studente od varanja, kodeksi časti obično se oslanjaju na razvijanju časti studenata i grupnog pritiska vršnjaka kako bi sprečili akademsko nepoštenje.

### Problemi fakulteta u suzbijanju akademskokg nepoštenja
Postoje ograničenja u oslanjanju na fakultet da kontroliše akademsko nepoštenje. Jedno istraživanje je otkrilo da je do 21% profesora ignorisalo barem jedan očigledan slučaj varanja u svojoj karijeri. Drugo istraživanje pokazalo je da 40% profesora "nikada" ne prijavljuje varanje, 54% "retko" prijavljuje varanje, dok svega 6% započinje disciplinski postupak u svim slučajevima akademskog nepoštenja s kojima se suoče. Treće istraživanje profesora je otkrilo da je, iako je 79% njih primetilo varanje, samo 9% kaznilo studenta. Prema uputstvu za profesore o varanju, razlozi za ovaj nedostatak akcije uključuju nedostatak volje da se posveti vreme i energija rešavanju problema, strah od osvete od strane studenata, gubitak studenata, optužbe za uznemiravanje ili diskriminaciju, pa čak i strah od tužbi.
Postoje i drugi razlozi. Neki profesori odbijaju da prijave kršenja nadležnim organima jer smatraju da je kazna previše stroga. Neki profesori možda imaju malo motivacije da smanje varanje na svojim kursevima ispod nivoa koji bi inače bio očigledan za spoljne posmatrače, budući da su ocenjeni prema broju istraživačkih radova koje objavljuju  i uspesima koje postižu za fakultet, a ne prema tome koliko dobro podučavaju.
Ironičnim shvatanjem postmodernizma, razlike između krivice i nevinosti, integriteta i obmane, čine se irelevantnim. Međutim, postoji argument da je postmodernizam zapravo moralni relevatizam, te je stoga varanje opravdano kao validna akademska metoda, čak i ako je moralno i zakonski pogrešno. Jedan profesor je napisao u članku za  The English Journal da kada je zavirio na nenadgledan test i video da se nekoliko studenata međusobno konsultuje, odlučio da oni nisu varali, već su koristili neuobičajne tehnike i zajedničko učenje da prevaziđu prepreke koje su im zadali nastavnici.  Pitanja kulturnog relativizma takođe utiče na stavove profesora o varanju; standardna primedba je da „studenti iz određenih srednjoevropskih, azijskih i afričkih kultura ne razumeju ideju da se 'vlasništvo' može imati nad idejama, jer njihove kulture smatraju reči i ideje svojinom svih, a ne pojedinaca”. Još jedan problem sa odvraćanjem od varanja koji nastavnici mogu imati je da oni smatraju da to nije njihov posao - argument da su "oni profesori, a ne policajci". Neki profesori veruju da su plaćeni da pružaju obrazovanje, i ako student izgubi to obrazovanje kroz varanje, samo sebe varaju za novac koji su platili za svoje obrazovanje.

## Spoljašnje veze
- Način na koji Stefordšir univerzitet definiše tipove akademske nečestitosti
- Akademski integrtitet i akademsko nepoštenje
- Način na koji univerzitet u Severnom Ilinoisu definiše akademsku nečestitost
- Način na koji Univerzitet Vilfrid Lorije definiše akademsku nečestitost